# Las horas contigo
Las horas contigo és una pel·lícula dramàtica mexicana dirigida per Catalina Aguilar Mastretta en el seu debut com a directora. Fou estrenada al Festival Internacional de Cinema a Guadalajara.

## Sinopsi
Ema descobreix que està embarassada el mateix dia que torna a casa per acompanyar la seva àvia poc abans que mori. A la casa ha de conviure amb la seva mare, Julieta, cantant de ranxeres de tarannà encantador i esbojarrat però amb la que no té bona relació. L'obligació de compartir la pèrdua de l'àvia amb la seva mare, li fa descobrir una faceta de Julieta que l'ajudarà a acceptar la seva pròpia maternitat i acceptar que la vida continua malgrat la mort.

## Repartiment
- Cassandra Ciangherotti - Ema
- María Rojo - Julieta
- Isela Vega - Abu
- Arcelia Ramírez - Isabel

## Premis
A la LVII edició dels Premis Ariel Isela Vega va rebre el Millor coactuació femenina.